# Carex albicans
Carex albicans là một loài thực vật có hoa trong họ Cói. Loài này được Willd. ex Spreng. mô tả khoa học đầu tiên năm 1826.

## Hình ảnh

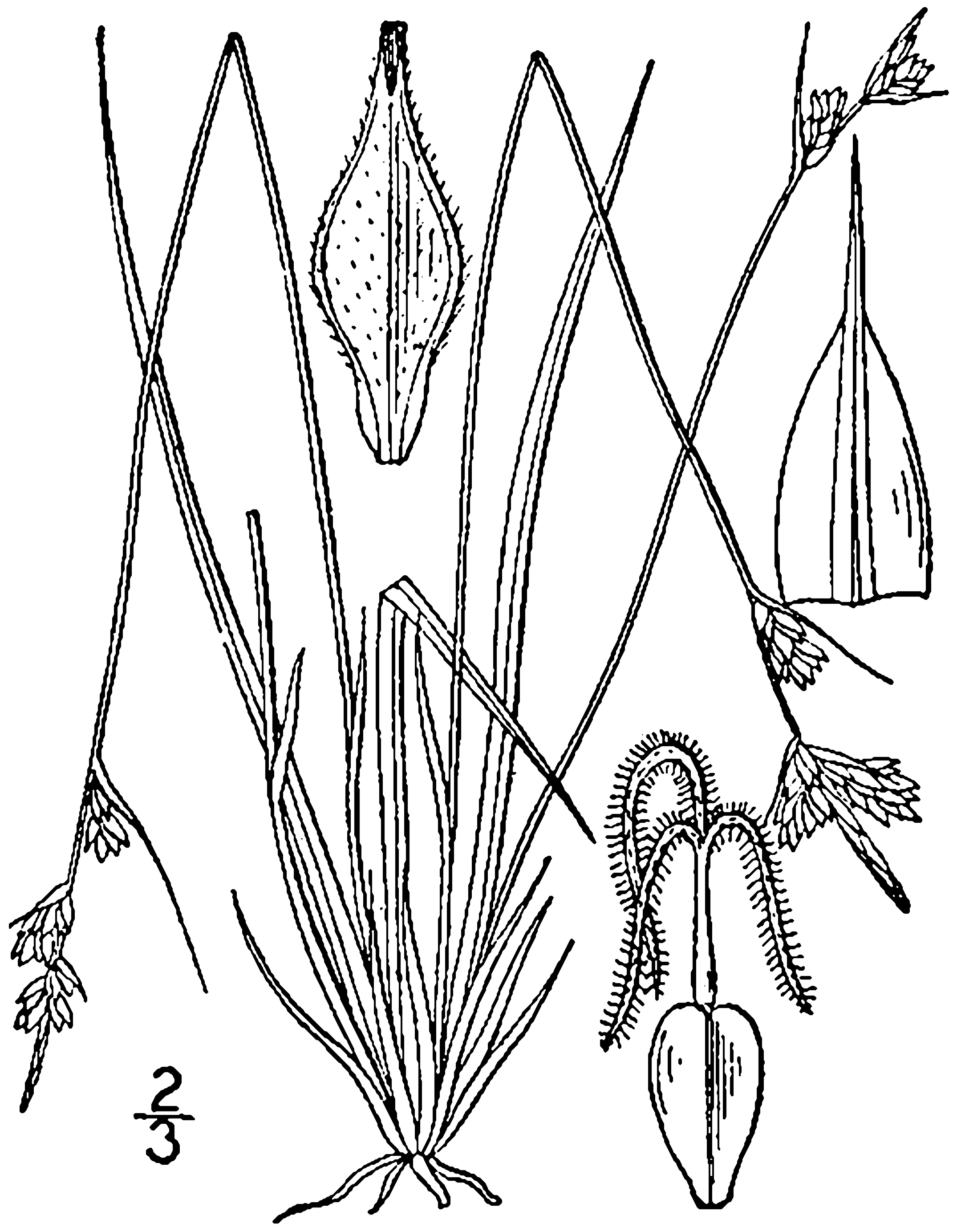
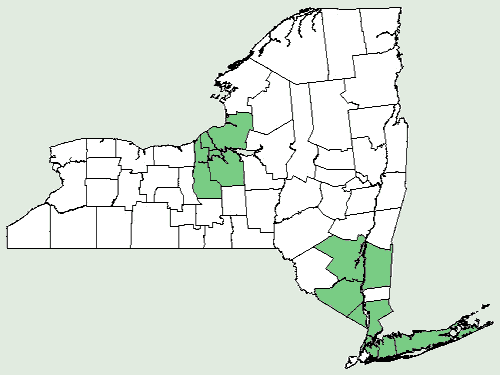